# حسني بنسليمان
الجنرال دو كور درمي حسني بنسليمان هو جنرال برتبة لواء الجيش في القوات المسلحة الملكية المغربية وقائد الدرك الملكي المغربي. ولد في 15 ديسمبر سنة 1935 في مدينة الجديدة.

## الوظيفة العسكرية
التحق حسني بنسليمان بصفوف القوات المسلحة الملكية المغربية بعد أن تلقى تكوينا في مدرسة »سانتسير «.في عام 1965 عين قائدا لوحدات التدخل السريع. وفي عام 1967 نائبا للمدير العام للأمن الوطني قبل أن يتولى مهام عامل كل من أقاليم طنجة والقنيطرة ومكناس.
وفي أعقاب الانقلاب الفاشل ضد الملك الراحل الحسن الثاني تمت ترقيته إلى رتبة قائد للدرك الملكي المغربي. وهو المنصب الذي تولاه إلى أن أحيل على التقاعد سنة 2017.

## وظائف مدنية

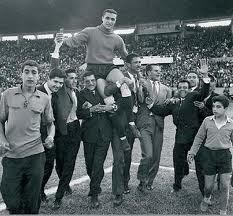
حسني بنسليمان حارس الجيش الملكي بعد الفوز بنهائي كأس العرش 1959

سبق للجنرال حسني بنسليمان أن لعب بصفوف نادي الجيش الملكي المغربي لكرة القدم كحارس مرمى إلى جانب مهامه العسكرية بحيث فاز معه معه بلقب كأس العرش سنة 1959 ولقب الدوري المغربي لكرة القدم القسم الثاني سنة 1959 ولقب كأس السوبر المغربي لنفس السنة، ثم صعد معه إلى القسم الأول من الدوري المغربي ليفوز معه بلقب الدوري المغربي لكرة القدم 1960-1961 ولقب كأس السوبر المغربي لنفس السنة، ليترك بعدها مهامه كحارس مرمى للنادي ليكمل مزاولته مهامه العسكرية.
و في عام 1994 ، تم تعيين السيد بنسليمان رئيسا للجنة المؤقتة المسيرة الجامعة الملكية المغربية لكرة القدم. وفي عام 1996 تم انتخابه وأعيد انتخابه منذئذ بالتزكية رئيسا للجامعة الملكية المغربية لكرة القدم. إلى غاية 2009
والسيد بنسليمان هو أيضا رئيس سابق للجنة الأولمبية الوطنية المغربية، وتوج بطلا لفرنسا في رياضة العاب القوى.

## روابط خارجية
- حسني بنسليمان على موقع أوليمبيديا (الإنجليزية)